# Piazza Bambine e Bambini di Beslan
Piazza Bambine e Bambini di Beslan è una piazza di Firenze, frutto della pedonalizzazione di un tratto di viale Filippo Strozzi per facilitare l'accesso alla Fortezza da Basso per chi proviene dalla stazione di Santa Maria Novella e quindi dal centro della città e raccordare il principale polo fieristico cittadino col vicino Palazzo dei Congressi. La piazza, inaugurata nel 2004 dopo impegnativi lavori pubblici, è stata il primo dei lavori di ammodernamento della città promossi da Comune e previsti per il XXI secolo, accanto ad altri progetti come la tramvia, l'alta velocità, la sistemazione dell'area ex-Fiat e la costruzione del nuovo Palazzo di Giustizia.
Nella risistemazione dell'area attorno alla Fortezza sono nate anche il piazzale Caduti nei Lager e il piazzale Caduti nell'Egeo.

## Storia

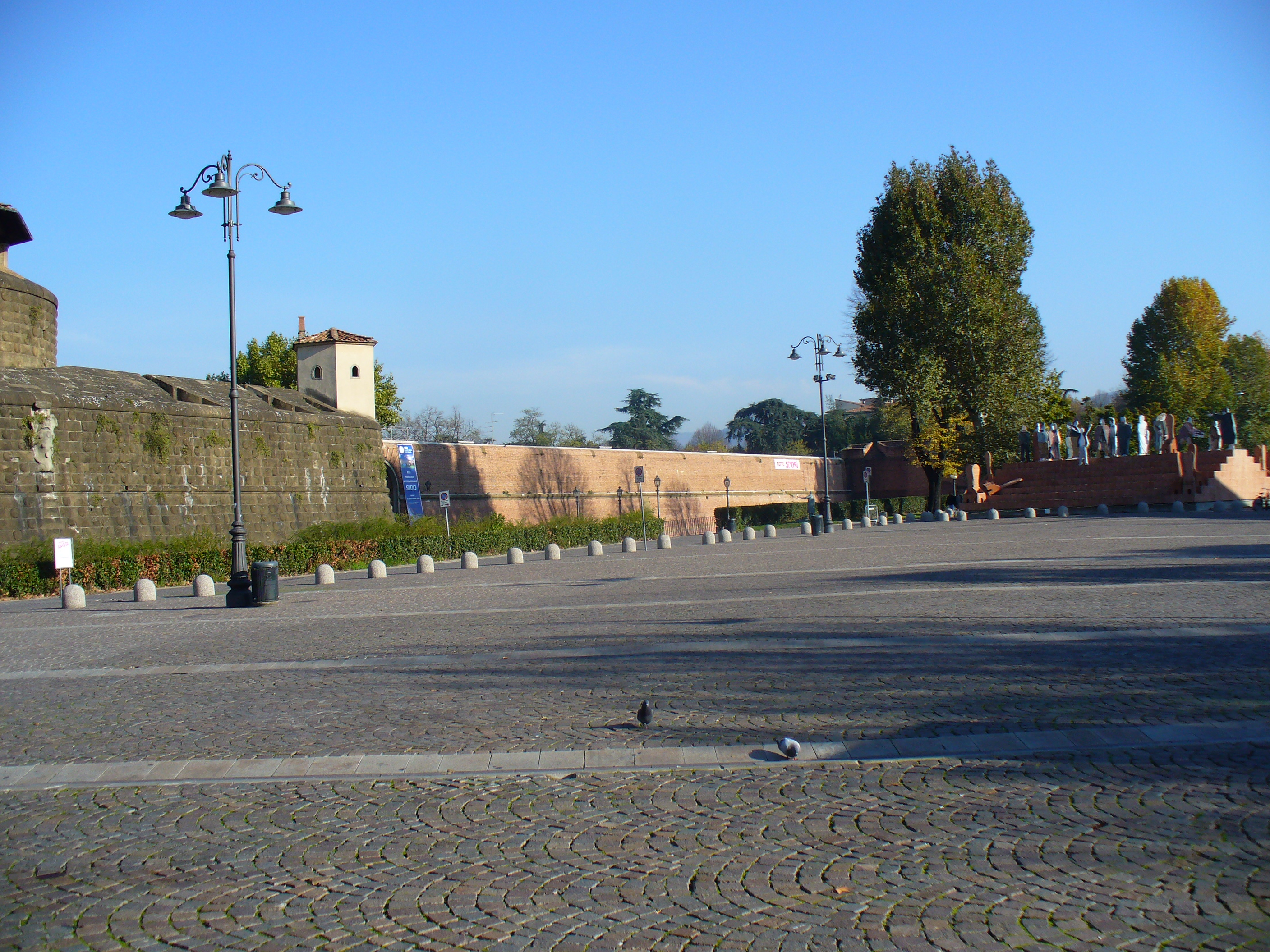
La piazza

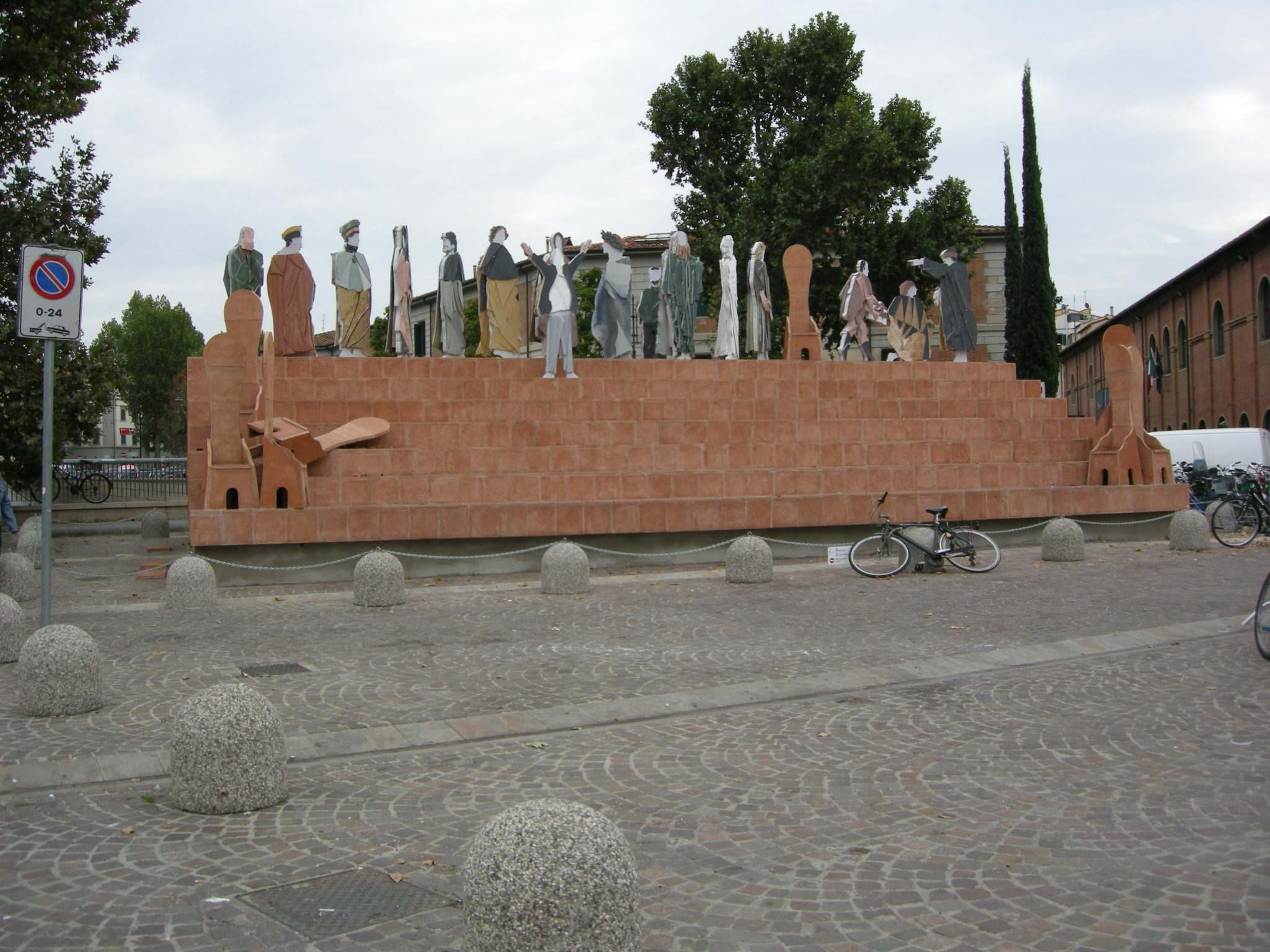
Silenzio: ascoltate!

Il progetto per la pedonalizzazione di questo tratto urbano, per la riqualificazione del polo fieristico-espositivo fiorentino, risale agli anni '90 e prevedeva la realizzazione di un grande sottopassaggio per il traffico veicolare e la creazione della piazza pedonale sovrastante: fino ad allora infatti chi proveniva dalla stazione, diretto a una delle fiere che si tengono alla Fortezza da Basso, doveva usare un passaggio pedonale sopraelevato, che sebbene dotato di scale mobili, anche al netto dei malfunzionamenti era piuttosto angusto durante manifestazioni di ampio richiamo, come il Pitti Uomo o la Mostra dell'Artigianato.
I lavori vennero realizzati attraverso lo strumento della "Finanza di progetto", un sistema che coinvolgeva le imprese private nella costruzione di opere pubbliche.
In fase di realizzazione dei lavori il viale Strozzi venne chiuso e fu invertita la circolazione sul via Guido Spadolini, obbligando di fatto gli automobilisti provenienti sia dai due sensi dei viali di Circonvallazione sia dalla zona di Statuto a convergere nell'angolo nord-orientale della Fortezza, presso il largo Martiri delle Foibe, dove venne realizzata la grande "Ovonda", una contestatissima rotatoria di forma ovale. A seguito dei disagi al traffico la forma e le modalità dell'accesso all'"Ovonda" vennero modificati quattro volte dall'amministrazione comunale nel corso dei lavori.
Finalmente i lavori vennero terminati nel 2004 e la nuova piazza pedonale venne intitolata alle vittime della recente strage di Beslan. A completamento del complesso è stato realizzato, non senza sollevare polemiche, un nuovo parcheggio sotterraneo nel piazzale Caduti dei Lager, con oltre 550 posti sotterranei ed un nuovo spazio verde in superficie.
Dall'altra parte della Fortezza è stato raddoppiato il tunnel stradale sotto la Ferrovia che dal viale Strozzi immette in viale Belfiore, per rendere il traffico più scorrevole e in prospettiva raggiungere più agevolmente la nuova stazione dell'Alta velocità, a cui si accederà proprio dal viale Belfiore.
Inoltre è stato creata una nuova strada che dal viale Strozzi (di fronte al piazzale Montelungo) sale per arrivare a via del Romito, abbreviando la strada per chi va verso Careggi.
La piazza, in forte degrado per il dissesto della pavimentazione a pochi anni dal varo, è stata completamente rinnovata, negli arredi e nelle finiture, col completamento della linea T1 della nuova rete tranviaria, nel 2018.

## Monumenti

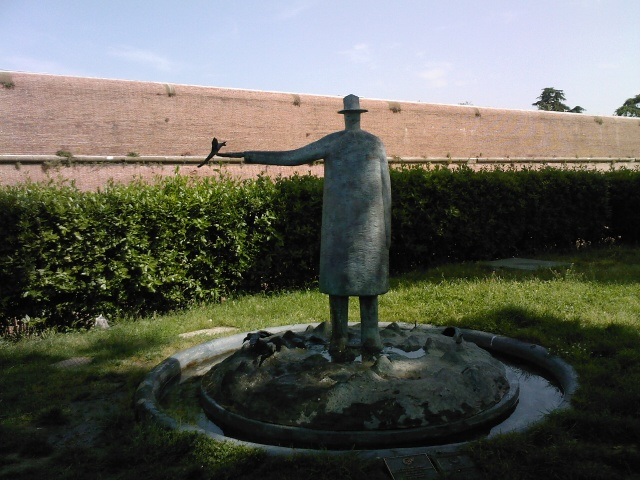
Uomo con l'uccellino in mano

Dopo l'apertura della piazza, vi erano state collocate alcune opere di arredo urbano di notevole interesse. La statua-fontana dell'Uomo con l'uccellino in mano di Jean-Michel Folon è stata donata al Comune dal Rotary Club e fu collocata nei pressi di uno degli accessi alla Fortezza prima di essere trasferita presso l'Ospedale pediatrico Meyer di Firenze dopo episodi di vandalismo alla statua.
Il lato nord invece è stato decorato dal gruppo scultoreo in terracotta e marmo di Mario Ceroli (intitolata Silenzio: ascoltate!), donato dalla Provincia di Firenze nell'ambito delle iniziative del "Genio Fiorentino" dell'anno 2007, con inaugurazione il 23 marzo. Si tratta di una specie di tratto di cavea teatrale, dove si trovano collocate le sagome di "geni fiorentini" quali Dante, Giotto, Ghiberti, Brunelleschi, Masaccio, Cellini, Cosimo il Vecchio, Lorenzo il Magnifico, Botticelli, Michelangelo, Leonardo, Amerigo Vespucci, Antonio Meucci e Roberto Benigni.
I monumenti sono stati rimossi con l'inizio dei lavori della tranvia e non ricollocati al termine.